# Robert Ridgely
Pour les articles homonymes, voir Ridgely.
Robert Ridgely Ritterbusch, né le 24 décembre 1931 à Teaneck (New Jersey) et mort le 8 février 1997 à Los Angeles (Californie), est un acteur américain (parfois crédité Bob Ridgely).

## Biographie
Au cinéma, Robert Ridgely contribue à trente-neuf films américains, le premier étant Mary, Mary de Mervyn LeRoy (avec Debbie Reynolds et Barry Nelson), sorti en 1963 ; ses deux derniers sont Menace toxique de Félix Enríquez Alcalá (avec Steven Segal et Marg Helgenberger) et Boogie Nights de Paul Thomas Anderson (avec Mark Wahlberg et Julianne Moore), sortis en 1997, après sa mort au début de cette même année, à 65 ans, des suites d'un cancer.
Entretemps, citons Le Grand Frisson de Mel Brooks (1977, avec le réalisateur et Cloris Leachman), Le Flic de Beverly Hills 2 de Tony Scott (1987, avec Eddie Murphy et Judge Reinhold) et Philadelphia de Jonathan Demme (1993, avec Tom Hanks et Denzel Washington).
À la télévision américaine, il collabore à quatre-vingt-quinze séries entre 1960 et 1998 (diffusion posthume), dont Bonanza (sept épisodes, 1961-1972), Kung Fu (deux épisodes, 1974) et Rick Hunter (deux épisodes, 1987).
S'ajoutent quinze téléfilms (le premier diffusé en 1963), dont Nightmare in Chicago de Robert Altman (1964, avec Andrew Duggan et Charles McGraw) et Who Am I This Time? de Jonathan Demme (1982, avec Susan Sarandon et Christopher Walken).
Au cinéma et à la télévision, il prête souvent sa voix dans le domaine de l'animation, surtout pour des séries. Mentionnons Les Neuf Vies de Fritz le chat de Robert Taylor (film, 1974), Tarzan, seigneur de la jungle (série, intégrale en 36 épisodes, 1976-1979, rôle-titre), ainsi que Daisy-Head Mayzie de Tony Collingwood (son dernier téléfilm, 1995).

## Filmographie partielle

### Cinéma
- 1963 : Mary, Mary de Mervyn LeRoy : l'annonceur d'informations (voix)
- 1967 : Objectif Lune (Countdown) de Robert Altman : Little Bob, le guitariste (et le chanteur à la réception)
- 1974 : Le shérif est en prison (Blazing Saddles) de Mel Brooks : Boris, le bourreau
- 1974 : Les Neuf Vies de Fritz le chat (The Nine Lives of Fritz the Cat) de Robert Taylor (film d'animation) : le diable / voix additionnelles
- 1977 : Le Grand Frisson (High Anxiety) de Mel Brooks : Flasher
- 1980 : Melvin and Howard de Jonathan Demme : Wally Mr. Love Williams
- 1983 : Pied au plancher (Heart Like a Wheel) de Jonathan Kaplan : Bob Morton Sportsline
- 1984 : Attention délires ! (The Wild Life) d'Art Linson : Craig Davis
- 1986 : Dangereuse sous tous rapports (Something Wild) de Jonathan Demme : Richard Graves
- 1987 : Le Flic de Beverly Hills 2 (Beverly Hills Cop II) de Tony Scott : le maire Ted Egan
- 1988 : The Dirk Diggler Story de Paul Thomas Anderson (court métrage) : Jack Horner
- 1989 : Comment devenir beau, riche et célèbre ! (How I Got into College) de Savage Steve Holland : George Kailo
- 1991 : Chienne de vie (Life Stinks) de Mel Brooks : Fergueson
- 1993 : Philadelphia de Jonathan Demme : Walter Kenton
- 1993 : Sacré Robin des Bois (Robin Hood: Men in Tights) de Mel Brooks : le pendu
- 1994 : Tel est pris qui croyait prendre (The Ref) de Ted Demme : Bob Burley
- 1996 : Double Mise (Hard Eight) de Paul Thomas Anderson : le gérant du Keno Bar
- 1996 : Mes doubles, ma femme et moi (Multiplicity) d'Harold Ramis : le père de Laura
- 1996 : That Thing You Do! de Tom Hanks : l'animateur de The Hollywood Showcase
- 1997 : Menace toxique (Fire Down Below) de Félix Enríquez Alcalá : Simon
- 1997 : Boogie Nights de Paul Thomas Anderson : le colonel James

### Télévision

#### Séries
- 1960-1961 : Remous (Sea Hunt)
  - Saison 3, épisode 26 The Replacement (1960) : Nate Cougar Norris
  - Saison 4, épisode 18 Cougar (1961) : Nate Cougar Norris
- 1961 : Maverick, saison 4, épisode 26 The Deadly Image : Lieutenant Reed
- 1961 : C'est arrivé à Sunrise (Bus Stop), saison unique, épisode 10 A Lion Walks Among Us de Robert Altman : Sweetwater
- 1961-1972 : Bonanza
  - Saison 2, épisode 34 Sam Hill (1961) de Robert Altman : Billy Joe
  - Saison 3, épisode 9 La Comtesse (The Countess, 1961 : le surveillant) de Robert Sparr et épisode 16 Le Bel Étranger (The Tall Stranger, 1962 de Don MacDougall : le père)
  - Saison 6, épisode 28 Une bonne nuit de repos (A Good Night's Rest, 1965) de William F. Claxton : Wilfred Simms
  - Saison 12, épisode 12 Les Imposteurs (The Impostors, 1970) de Lewis Allen : Marley
  - Saison 13, épisode 9 Le Mensonge de Will Hewett (Blind Hunch, 1971 : le barman) de Lewis Allen et épisode 24 Le Grand Ransom (A Place to Hide, 1972 : Liscomb) d'Herschel Daugherty
- 1962-1963 : The Gallant Men (en), saison unique, 26 épisodes (intégrale) : Lieutenant Frank Kimbro
- 1964 : Haute Tension (Kraft Suspense Theatre), saison 1, épisode 21 L'Homme aux lunettes noires (Once Upon a Savage Night) de Robert Altman : Dan McVeay
- 1968 : Max la Menace (Get Smart), saison 3, épisode 20 Cirer Max (The Wax Max) de James Komack : Dracula
- 1974 : Kung Fu, saison 2, épisodes 22 et 23 Le Cénotaphe, 1re et 2e parties (The Cenotaph, Parts I & II) de Richard Lang : Whipple
- 1974 : Hong Kong Fou Fou (Hong Kong Fooey), série d'animation, saison unique, 16 épisodes : voix additionnelles
- 1976 : Switch, saison 2, épisode 9 The Lady from Liechtenstein, Part II : Dick Canning
- 1976-1979 : Tarzan, seigneur de la jungle (Tarzan, Lord of the Jungle), série d'animation, 4 saisons, 36 épisodes (intégrale) : rôle-titre (voix)
- 1979-1982 : Les Nouvelles Aventures de Flash Gordon (Flash Gordon), série d'animation, 2 saisons, 24 épisodes : rôle-titre / Prince Barin (voix)
- 1980-1981 : The Richie Rich/Scooby-Doo Hour, série d'animation, 2 saisons, 21 épisodes (intégrale) : le collectionneur (voix)
- 1980-1981 : Arok le barbare (Thundarr the Barbarian), série d'animation, 2 saisons, 21 épisodes (intégrale) : rôle-titre / voix additionnelles
- 1980-1984 : Richie Rich, 4 saisons, 41 épisodes (intégrale) : le collectionneur (voix)
- 1982 : Les Petites Canailles (The Little Rascals), série d'animation, saison 1, épisode 1 Rascals' Revenge / Yachtsa Luck / Fish Fright : voix additionnelle
- 1983 : Saturday Supercade, série d'animation, saison 1, épisode 1 The Mrs. Fortune Story et épisode 2 Space Out Frogs : Pitfall Harry (voix)
- 1983-1984 : Lucky Luke, série d'animation, saison unique, 26 épisodes (intégrale) : Jolly Jumper (voix de la version anglaise)
- 1984 : Domestic Life (en), saison unique, 10 épisodes (intégrale) : Cliff Hamilton
- 1984-1985 : Les Snorky (Snorks), série d'animation, saisons 1 et 2, 23 épisodes : M. Kelp (voix)
- 1987 : Rick Hunter (Hunter), saison 3, épisodes 20 et 21 La Poursuite impitoyable, 1re et 2e parties (Hot Pursuit, Parts I & II) : Big Jack Hemmings
- 1989 : Tribunal de nuit (Night Court), saison 6, épisode 15 The Game Show : Chuck Fleck
- 1989 : Femmes d'affaires et Dames de cœur (Designing Women), saison 4, épisode 5  The Girlfriend : Allen
- 1990 : Gravedale High, série d'animation, saison unique, épisode 3 Cleo's Pen Pal : voix additionnelle
- 1990 : The Adventures of Don Coyote and Sancho Panda, série d'animation, saison 1, épisode 1 Pity the Poor Pirate : voix additionnelle
- 1990 : Charles s'en charge (Charles in Charge), saison 5,  épisode 15 Et tout le tremblement (Frankie and Mommy) de Scott Baio : Frankie Romano
- 1991 : Spacecats, série d'animation, saison unique, 13 épisodes (intégrale) : le narrateur (voix)
- 1991-1993 : Tortues Ninja : Les Chevaliers d'écaille (Teenage Mutant Ninja Turtles), série d'animation
  - Saison 5, épisodes 21 et 22 La Planète des tortues droïdes (Planet of the Turtleoids, Parts I & II, 1991) : Groundchuck / Herman the Horrible / Right Head (voix)
  - Saison 7, épisode 21 Invasion de la planète des tortues droïdes (Escape from the Planet of the Turtleoids, 1993) : Groundchuck (voix)
- 1993 : Bonkers, série d'animation, saison 1, 6 épisodes : Aloysius Al Vermin (voix)
- 1993 : La Famille Addams (The Addams Family), série d'animation, saison 2, 8 épisodes : voix additionnelles
- 1993-1994 : Coach
  - Saison 6, épisode 3 Nice Job If You Can Get It (1993) d'Alan Rafkin et épisode 16 My Cup Runneth Over (1993) : Carter Brooks
  - Saison 7, épisode 10 Working Girl (1994) d'Alan Rafkin : Carter Brooks

#### Téléfilms
- 1963 : Opération FBI à Cap Canaveral (FBI Code 98) de Leslie H. Martinson : Carl Rush
- 1964 : Nightmare in Chicago de Robert Altman[1] : Dan McVeay
- 1976 : Amelia Earhart de George Schaefer : Railey
- 1982 : Who Am I This Time? de Jonathan Demme : George Johnson
- 1982 : Rosie: The Rosemary Clooney Story de Jackie Cooper : Mort Weiner
- 1995 : Daisy-Head Mayzie de Tony Collingwood (animation) : Finch (voix)

## Note et référence
1. ↑  Ce téléfilm est la version longue de l'épisode précité L'Homme aux lunettes noires (1964) de la série Haute Tension (voir liens IMDb ci-après).